# Maya Battle
Maya Battle (* 2003) ist eine US-amerikanische Tennisspielerin.

## Karriere
Battle spielt vor allem auf der ITF Junior World Tennis Tour und der ITF Women’s World Tennis Tour, wo sie bislang aber noch keinen Titel gewinnen konnte.
2021 erhielt sie eine Wildcard für die Qualifikation zu den WTA Chicago Women’s Open 2021, einem Turnier der WTA Tour.
Ihr bislang letztes internationale Turnier spielte Battle im August 2022. Sie wurde daher nie in der Weltrangliste geführt.